# Campeonato de Fútbol del Guayas 1954
El Campeonato de Fútbol del Guayas de 1954, más conocido como la Copa de Guayaquil 1954, fue la 4.ª edición de los campeonatos semiprofesionales del Guayas, dicho torneo fue organizado por la ASOGUAYAS, en esta edición el cuadro del U.D. Valdez se convertiría en el primer equipo en el profesionalismo en conseguir un bicampeonato, pero en este torneo no se lo desarrollo bien, esto fue debido a que el cuadro milagreño habría pedido a que no se jugara el cuadrangular final ya que al finalizar la 1ª etapa había ganado con una buena cantidad de puntos que sus perseguidores y por lo tanto debían darle el campeonato, pero la ASOGUAYAS decidió que se tenía que jugar, esto provocó que el U.D. Valdez decidiera abandonar no solamente el torneo sino desafilarse de la entidad provincial debido a ello la ASOGUAYAS tras presiones del cuadro milagreño decidió darle el título provincial, esto provocó que los demás clubes participantes dieran sus quejas, para que no llegaran a mayores se decidió hacer un torneo de consolación para definir al subcampeón.
El U.D. Valdez obtendría por segunda vez y en consecutiva el título en el profesionalismo y el Barcelona obtendría por segunda vez el subcampeonato.

## Formato del Torneo
El campeonato de Guayaquil de 1952 se jugara de la siguiente manera:
Primera Etapa
Se jugara 18 fechas en total en partidos de ida y vuelta, el equipo de mejor puntaje será el campeón de la edición de 1954, mientras que los otros 7 equipos jugaran el torneo de consuelo además el último de la tabla general jugara un encuentro de permanencia contra el último del torneo de consuelo.
Segunda Etapa (Torneo de consuelo)
Se jugara a una sola vuelta entre los 7 equipos que hayan logrado pasar la 1° etapa el equipo con mayor cantidad de puntos será el subcampeón del mientras que el último de la tabla jugara un repechaje o promoción contra el último de la 1° etapa para conocer cual cuadro es el que desciende.
Tercera Etapa (Repechaje de descenso)
Los 2 equipos que hayan terminado tanto en la fase regular como la del torneo de consolación, en última posición jugaran un repechaje o promoción de descenso en doble partido el quien gane los dos encuentros seguirá para la campaña de 1955.

## Equipos
| Equipo        | Ciudad            | Estadio                      | Capacidad    |
| ------------- | ----------------- | ---------------------------- | ------------ |
| Barcelona     | Guayaquil         | George Capwell Ramón Unamuno | 11.000 5.000 |
| Emelec        | Guayaquil         | George Capwell Ramón Unamuno | 11.000 5.000 |
| Panamá S.C.   | Guayaquil         | George Capwell Ramón Unamuno | 11.000 5.000 |
| Patria        | Guayaquil         | George Capwell Ramón Unamuno | 11.000 5.000 |
| 9 de Octubre  | Guayaquil         | George Capwell Ramón Unamuno | 11.000 5.000 |
| Ferroviarios  | Durán Guayaquil   | George Capwell Ramón Unamuno | 11.000 5.000 |
| Norte América | Guayaquil         | George Capwell Ramón Unamuno | 11.000 5.000 |
| Everest       | Guayaquil         | George Capwell Ramón Unamuno | 11.000 5.000 |
| U.D. Valdez   | Milagro Guayaquil | George Capwell Ramón Unamuno | 11.000 5.000 |

## Primera Etapa

### Partidos y resultados
| Fecha 1      | Fecha 1   | Fecha 1          |
| Equipo Local | Resultado | Equipo Visitante |
| ------------ | --------- | ---------------- |
| Barcelona    | 2-4       | UD.Valdez        |
| Patria       | 4-3       | 9 de Octubre     |
| Norteamérica | 2-0       | Panamá           |
| Ferroviarios | 1-0       | Everest          |

| Fecha 2      | Fecha 2   | Fecha 2          |
| Equipo Local | Resultado | Equipo Visitante |
| ------------ | --------- | ---------------- |
| Emelec       | 4-1       | Norteamérica     |
| 9 de Octubre | 2-1       | Ferroviarios     |
| UD.Valdez    | 1-0       | Patria           |
| Panamá       | 2-6       | Barcelona        |

| Fecha 3      | Fecha 3   | Fecha 3          |
| Equipo Local | Resultado | Equipo Visitante |
| ------------ | --------- | ---------------- |
| Barcelona    | 0-0       | Norteamérica     |
| 9 de Octubre | 5-2       | Emelec           |
| Everest      | 2-2       | UD.Valdez        |
| Patria       | 4-1       | Panamá           |

| Fecha 4      | Fecha 4   | Fecha 4          |
| Equipo Local | Resultado | Equipo Visitante |
| ------------ | --------- | ---------------- |
| Ferroviarios | 1-1       | Barcelona        |
| Everest      | 3-2       | 9 de Octubre     |
| Norteamérica | 0-0       | Patria           |
| UD.Valdez    | 2-1       | Emelec           |

| Fecha 5      | Fecha 5   | Fecha 5          |
| Equipo Local | Resultado | Equipo Visitante |
| ------------ | --------- | ---------------- |
| Emelec       | 2-1       | Everest          |
| Norteamérica | 4-0       | Ferroviarios     |
| Panamá       | 3-3       | 9 de Octubre     |
| Patria       | 1-5       | Barcelona        |

| Fecha 6      | Fecha 6   | Fecha 6          |
| Equipo Local | Resultado | Equipo Visitante |
| ------------ | --------- | ---------------- |
| Emelec       | 2-0       | Barcelona        |
| Norteamérica | 1-2       | UD.Valdez        |
| Everest      | 2-1       | Patria           |
| Ferroviarios | 0-1       | Panamá           |

| Fecha 7      | Fecha 7   | Fecha 7          |
| Equipo Local | Resultado | Equipo Visitante |
| ------------ | --------- | ---------------- |
| Barcelona    | 2-0       | Everest          |
| Panamá       | 2-1       | UD.Valdez        |
| Ferroviarios | 1-4       | Emelec           |
| 9 de Octubre | 1-1       | Norteamérica     |

| Fecha 8      | Fecha 8   | Fecha 8          |
| Equipo Local | Resultado | Equipo Visitante |
| ------------ | --------- | ---------------- |
| Emelec       | 4-0       | Patria           |
| 9 de Octubre | 2-1       | Barcelona        |
| Everest      | 3-0       | Panamá           |
| Ferroviarios | 0-4       | UD.Valdez        |

| Fecha 9      | Fecha 9   | Fecha 9          |
| Equipo Local | Resultado | Equipo Visitante |
| ------------ | --------- | ---------------- |
| Everest      | 1-1       | Norteamérica     |
| 9 de Octubre | 1-1       | UD.Valdez        |
| Panamá       | 2-0       | Emelec           |
| Patria       | 5-3       | Ferroviarios     |

| Fecha 10     | Fecha 10  | Fecha 10         |
| Equipo Local | Resultado | Equipo Visitante |
| ------------ | --------- | ---------------- |
| Emelec       | 2-0       | Panamá           |
| Ferroviarios | 4-3       | Patria           |
| UD.Valdez    | 2-1       | 9 de Octubre     |
| Norteamérica | 2-2       | Everest          |

| Fecha 11     | Fecha 11  | Fecha 11         |
| Equipo Local | Resultado | Equipo Visitante |
| ------------ | --------- | ---------------- |
| Barcelona    | 2-0       | 9 de Octubre     |
| Panamá       | 1-1       | Everest          |
| UD.Valdez    | 2-0       | Ferroviarios     |
| Patria       | 2-1       | Emelec           |

| Fecha 12     | Fecha 12  | Fecha 12         |
| Equipo Local | Resultado | Equipo Visitante |
| ------------ | --------- | ---------------- |
| Emelec       | 4-2       | Ferroviarios     |
| Norteamérica | 1-3       | 9 de Octubre     |
| UD.Valdez    | 3-1       | Panamá           |
| Everest      | 1-2       | Barcelona        |

| Fecha 13     | Fecha 13  | Fecha 13         |
| Equipo Local | Resultado | Equipo Visitante |
| ------------ | --------- | ---------------- |
| Barcelona    | 2-2       | Emelec           |
| UD.Valdez    | 3-1       | Norteamérica     |
| Patria       | 1-1       | Everest          |
| Panamá       | 4-2       | Ferroviarios     |

| Fecha 14     | Fecha 14  | Fecha 14         |
| Equipo Local | Resultado | Equipo Visitante |
| ------------ | --------- | ---------------- |
| Barcelona    | 2-2       | Patria           |
| Everest      | 1-1       | Emelec           |
| Ferroviarios | 2-3       | Norteamérica     |
| 9 de Octubre | 3-2       | Panamá           |

| Fecha 15     | Fecha 15  | Fecha 15         |
| Equipo Local | Resultado | Equipo Visitante |
| ------------ | --------- | ---------------- |
| Barcelona    | 6-1       | Ferroviarios     |
| Eemelec      | 2-3       | UD.Valdez        |
| Patria       | 4-1       | Norteamérica     |
| 9 de Octubre | 3-0       | Everest          |

| Fecha 16     | Fecha 16  | Fecha 16         |
| Equipo Local | Resultado | Equipo Visitante |
| ------------ | --------- | ---------------- |
| Emelec       | 3-2       | 9 de Octubre     |
| Norteamérica | 1-4       | Barcelona        |
| UD.Valdez    | 0-1       | Everest          |
| Panamá       | 1-3       | Patria           |

| Fecha 17     | Fecha 17  | Fecha 17         |
| Equipo Local | Resultado | Equipo Visitante |
| ------------ | --------- | ---------------- |
| Barcelona    | 2-0       | Panamá           |
| Patria       | 1-0       | UD.Valdez        |
| Ferroviarios | 1-1       | 9 de Octubre     |
| Norteamérica | 1-2       | Emelec           |

| Fecha 18     | Fecha 18  | Fecha 18         |
| Equipo Local | Resultado | Equipo Visitante |
| ------------ | --------- | ---------------- |
| 9 de Octubre | 2-2       | Patria           |
| Everest      | 2-2       | Ferroviarios     |
| UD.Valdez    | 4-3       | Barcelona        |
| Panamá       | 4-1       | Norteamérica     |

#### Tabla de posiciones
| Pos | Equipo        | Pts | PJ | PG | PE | PP | GF | GC | Dif |
| --- | ------------- | --- | -- | -- | -- | -- | -- | -- | --- |
| 1º  | U.D. Valdez   | 22  | 16 | 11 | 2  | 3  | 33 | 18 | +15 |
| 2º  | Barcelona     | 20  | 16 | 8  | 4  | 4  | 40 | 23 | +17 |
| 3º  | Emelec        | 20  | 16 | 9  | 2  | 5  | 36 | 26 | +10 |
| 4º  | Patria        | 18  | 16 | 7  | 4  | 5  | 33 | 29 | +4  |
| 5º  | 9 de Octubre  | 17  | 16 | 6  | 5  | 5  | 34 | 29 | +4  |
| 6º  | Everest       | 15  | 16 | 4  | 7  | 5  | 21 | 23 | -2  |
| 7º  | Norte América | 11  | 16 | 3  | 5  | 8  | 21 | 33 | -12 |
| 8º  | Panamá        | 10  | 16 | 4  | 2  | 10 | 24 | 36 | -12 |
| 9º  | Ferroviarios  | 9   | 16 | 2  | 3  | 11 | 21 | 46 | -25 |

 Pts=Puntos; PJ=Partidos jugados; G=Partidos ganados; E=Partidos empatados; P=Partidos perdidos; GF=Goles a favor; GC=Goles en contra; Dif=Diferencia de gol
|  | Campeón.                                                                     |
|  | Clasificaron al torneo de consolación                                        |
|  | jugara un encuentro de promoción contra el último del torneo de Consolación. |

## Torneo de consolación
El torneo de Consolación es un torneo en el cual participaron los equipos que terminaron en 2° e 8° lugar se jugó a una sola vuelta y en la cual se jugara con tabla acumulada entre las dos etapas y la cual el último jugara el encuentro de promoción ante el último de la 1ª fase, además de que el cuadro del Norte América decidió no jugar el torneo de consuelo

### Partidos y resultados
| Fecha 1      | Fecha 1   | Fecha 1          |
| Equipo Local | Resultado | Equipo Visitante |
| ------------ | --------- | ---------------- |
| Barcelona    | 1-0       | Patria           |
| 9 de Octubre | 4-1       | Everest          |

| Fecha 2      | Fecha 2   | Fecha 2          |
| Equipo Local | Resultado | Equipo Visitante |
| ------------ | --------- | ---------------- |
| Patria       | 3-0       | Everest          |
| Emelec       | 5-5       | 9 de Octubre     |